# Stamme (plantedel)
 For alternative betydninger, se Stamme. (Se også artikler, som begynder med Stamme)
En stamme er en forveddet plantedel, opbygget ganske som en gren, som findes hos træer, palmer og bambus. Stammens funktion er at løfte grenene og dermed bladene op forbi konkurrenternes blade. Den økologiske betydning af stammen er altså at styrke planten i konkurrencen om lyset.
Træers og buskes kroner består af grensæt, der danner analoge løsninger på den samme udfordring. Forskellen er blot, at træerne (via udvikling af apikal dominans) har formået at danne en stamme, der løfter grensættet højt op over andre planters kroner.
Fordelen ved at kunne danne flerårige grene giver til gengæld nogle ulemper, som kun kan klares ved at planten ofrer af sin nettoproduktion:
1. Grenen skal holdes forsynet med kulhydrat
2. Grenen skal afstives og forankres, så den kan bære bladenes og sin egen vægt
3. Grenen skal kunne afkastes, når den ikke længere er rentabel
4. Grenen skal kunne overleve vinteren

Alt dette har planterne fundet løsninger på, løsninger der er afprøvet over millioner af år. Grenen er derfor en succeshistorie, som i øvrigt er gentaget flere gange ved konvergent udvikling.